# 秋山まい
秋山 まい（あきやま まい、1979年3月10日 - ）は、日本のモデル、タレント。元レースクイーン。本名、上本 昌代（うえもと まさよ）旧姓、秋山。埼玉県出身。芸能活動当時の所属事務所はスタイルコーポレーション。
趣味は読書、料理、ショッピング。特技は空手。好きな色はピンク。野菜ソムリエとアスリートフードマイスターの資格を持つ。

## 来歴
子供の頃モデル事務所に所属したのをきっかけに芸能界入り。グラビアなどを経験。アイドルグループ『制服向上委員会』のメンバーになるもすぐに脱退。その後数年のブランクを経て復帰し、主にレースクイーンとして活動。
2009年7月27日、プロ野球・埼玉西武ライオンズの上本達之選手と入籍。

## 主な活動

### レースクイーン
- 2001年 - 2002年：JGTC「A&Sレースクイーン」
- 2003年：JGTC「DAISHINレーシングギャル」
- 2004年：スーパー耐久「Advantage from A Racing」from Aガール
- 2005年：SUPER GT「ZENT sweeties」
- 2005年：SUPER GTマレーシアラウンドイメージガール「GT babes」
- 2007年：SUPER GT「ユンケルガール」
- 2008年：スーパー耐久「ings SUPER RACE QUEEN」[5]

### 映画出演
- お受験（監督：滝田洋二郎、配給：松竹・1999年）

### テレビ出演
- びっくりハンター〜運命の月曜日〜（テレビ朝日系・2000年）
- ワンダフル（TBS系・2002年）
- 恋のから騒ぎ（日本テレビ系・2002年） - ９期生
- 寝ドキッ（日本テレビ系・2002年）
- 行列のできる法律相談所（日本テレビ・2006年）
- お笑い芸人歌がうまい王座決定戦スペシャル（フジテレビ系・2006年7月25日） - アシスタント
- 最強の男は誰だ!壮絶筋肉バトル!!スポーツマンNo.1決定戦（TBS系・2007年1月1日） - アシスタント
- 奇跡体験!アンビリバボー（フジテレビ系）

### テレビCM
- NTTコミュニケーションズ（2003年）
- トクホンチール（トクホン・2003年）
- アトリックス ハンドジェル（花王・2003年）

### 写真集
- ポケットクイーン写真集 (エムウェーブ・2002年）

### DVD
- レースクイーンNOW!SEXY (ポニーキャニオン・2002年）